# Тамаш Шилле
Тамаш (Томаш) Шилле (угор. Sille Tamás, словац. Tomáš Šille; народився 23 листопада 1969, Дунайська Стреда, ЧССР) — словацький/угорський хокеїст, захисник. 
Виступав за «Слован» (Братислава), «Дукла» (Сеніца), ХК «36 Скаліца», «Альба Волан» (Секешфехервар), ХК «Меркуря-Чук», «Будапешт Старс».
У складі національної збірної Словаччини провів 2 матчі. У складі національної збірної Угорщини провів 67 матчів; учасник чемпіонатів світу 2003 (дивізіон I), 2004 (дивізіон I), 2005 (дивізіон I), 2006 (дивізіон I), 2008 (дивізіон I), 2009, 2010 (дивізіон I) і 2011 (дивізіон I). 
Чемпіон Угорщини (2001, 2003, 2004).